# Joan Montanyès i Martínez
Joan Montanyès i Martínez (Barcelona, 10 de març de 1965 − Barcelona, 17 de maig de 2013) fou un actor i pallasso conegut artísticament amb el nom de "Monti".
Era fill del director de teatre Josep Montanyès i Moliner. Va estudiar solfeig i piano al Conservatori de Barcelona i harmonia i piano al Taller de Músics de Barcelona. El 1990 fou productor musical de l'espectacle Maria Estuardo del Teatre Lliure, per al Festival Grec de Barcelona. Des de 1981 i fins al 2001 va formar part de diverses produccions de la companyia Comediants com a músic i com a actor, entre altres a Dimonis, La Nit i Mediterrània.
Després es va fer pallasso i va fundar la companyia Banda Clown amb Tortell Poltrona, però el 1996 la deixà per fundar la seva pròpia companyia, Monti & Cia, en la qual hi col·laboraren Oriol Boixader Oriolo, Jordi Martínez, Domènec de Guzmán, Fulgenci Mestres Gensi i Pipo Sosman.
Va participar en diverses expedicions per a Pallassos sense Fronteres, a més de diverses intervencions teatrals, musicals i televisives. El 2001 va rebre el Premi Max del circ. L'any 2005 la seva companyia, Monti & Cia, foren contractats pel circ Roncalli de Berlín, un dels més prestigiosos d'Europa, per tal d'ésser el fil conductor del seu nou espectacle. El 2006 Monti fou cridat per a ser el primer director artístic del nou Circo Price de Madrid, càrrec que va ocupar fins al 2008.
Va morir als 48 anys d'un càncer. El Govern de Catalunya li atorgà, a títol pòstum, la Creu de Sant Jordi el 2014.

## Carrera artística
Participà com a músic, actor, director o pallasso en les obres següents:
- Maria Estuard, Teatre Lliure, Grec (composició musical)
- Bandaclown, companyia fundada amb Tortell Poltrona
- Bye, bye show biss, amb Màgic Circus (actor)
- Dimonis, de Comediants (actor i músic)
- Don Tiago i el seu vol, amb la Cia. Alfred Lucchetti
- El Duc a Barcelona, Teatre Romea de Barcelona (regidor)
- La Nit, de Comediants (actor i músic)
- Mediterrània, de Comediants (actor i músic)
- Mare Nostrum, de Comediants (actor i músic)
- Y al final un espejismo, de Comediants. Festival Mérida, 1994 (guió, ajudant de direcció i actor)
- 20 anys d'Elèctrica Dharma, de Comediants (guió, ajudant de direcció i actor)
- Obrim el somni, de Comediants
- Inauguració Amfiteatre de Sagunt (ajudant de direcció i actor)
- Jo mosca, amb la Cia. Tortell Poltrona (actor)
- El Llibre de les Bèsties, de Comediants (ajudant de direcció, composició musical i actor)
- Cyrano de Bergerac, per a Xirriquiteula Teatre (direcció i composició musical)
- Circ d'hivern de Nou Barris (direcció artística)
- Petita feina per pallasso vell (actor)

### Televisió
- Aloma de Mercè Rodoreda, TVE-1, (actor)
- Les nits de la tieta Rosa, TVE-2 (actor)
- Digui, digui, TV3 (actor)
- Històries de cara i creu, TVE-2 (actor)
- No passa res, TV3 (actor)
- Especial Seül (actor)
- Especial Nadal, TV3 (actor)
- Teveo de noche de Comediants, TVE-1 (actor i músic)
- Especial Cap d'any, TV3 (actor)
- La peligrosa frontera del Felpudo, cinema (actor)

### Pallassos sense fronteres
- Expedicions per a Pallassos sense Fronteres a Bòsnia, Guatemala, Costa Rica, Colòmbia, Palestina i, el 2008, a Haití, sempre com a pallasso.

### Espectacles propis amb la companyia Monti & Cia
- Clàssics (1996), Artenbrut, Barcelona.
- Klowns (1997, premi especial de la Crítica, inspirada en 'I clowns' de Federico Fellini), Teatre Lliure.
- Utopista (1999), Teatre Nacional de Catalunya[6]
- Fools folls (2000) Teatro Central de Sevilla (Premi del públic)
- Pallassos de Nadal (2001), Teatre Lliure.
- Fòrum 2 mil i pico (2002), Teatre Lliure, emès per TV3.[7]
- Grotesco (2004), per al Fòrum de les Cultures, Circomic de Monti & Cia

### Altres actuacions al circ
- Circ Cardenal, 1999. Circ Alvarez, 2000. Circ Raluy, 2000/01. Circ Mundial, 2002/03. Circ Roncalli, 2003/04.
- Direcció artística del Teatro Circo Price de Madrid, del 2006 al 2008.
- Petita feina per a pallaso vell (2009)
- Història d'un pallasso (presentat el 2010 a la fira de teatre Mostra d'Igualada)
- La veritable història de Pinotxo (2011, d'Il Circo Italiano, se n'encarregà de la direcció artística, presentat a les festes de Sant Narcís de Girona).

### Premis
- Premi Max del Circ 2001, concedit per la SGAE.[5]
- Creu de Sant Jordi 2013.
- Nas d'Or al Festival Internacional de Pallassos de Cornellà 2014.